# Klaus-Peter Dienst

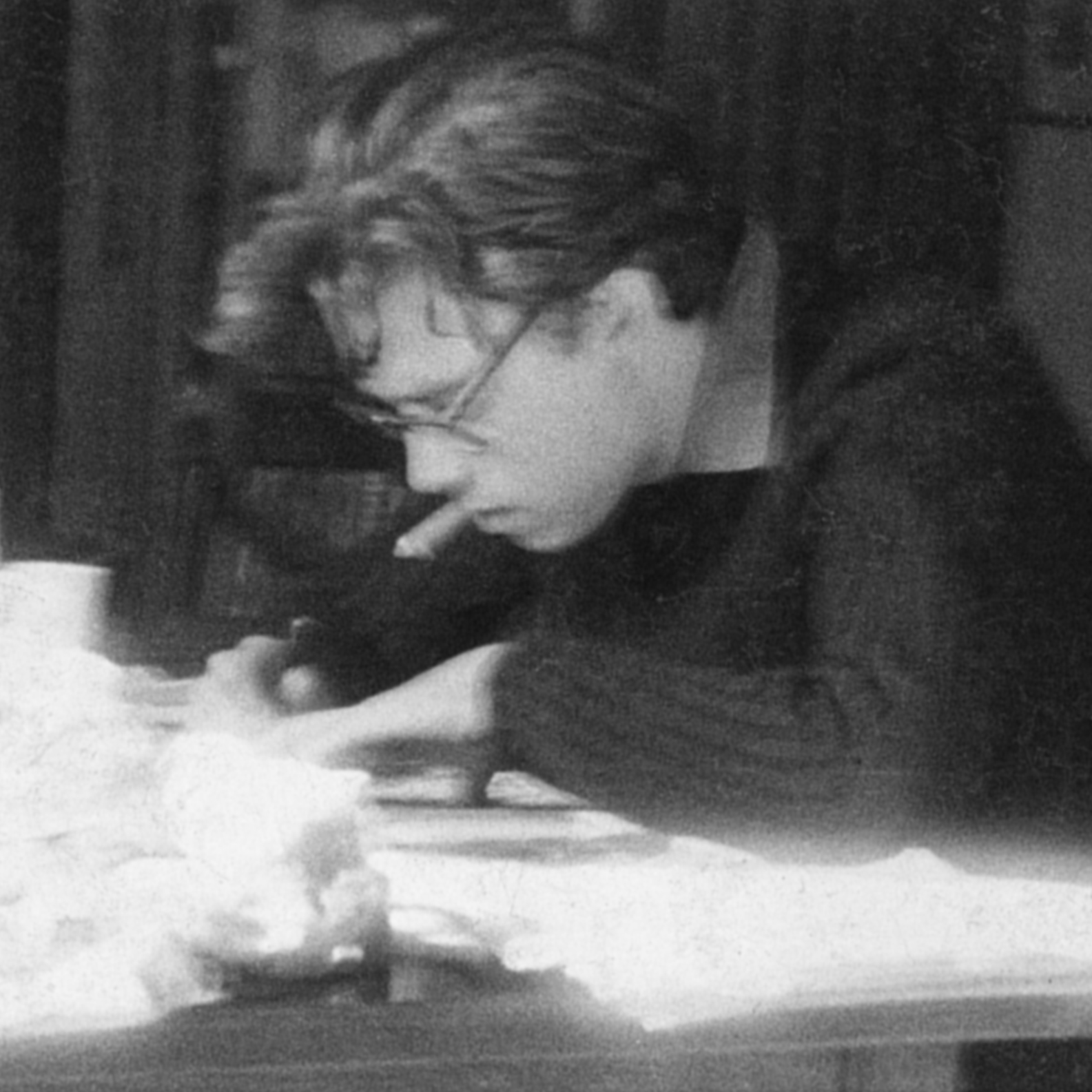
Klaus-Peter Dienst bei der typografischen Arbeit

Klaus-Peter Dienst (* 28. März 1935 in Kiel; † 8. November 1982 in Itzehoe) war ein deutscher Maler, Graphiker, Kalligraph und Kunsterzieher.

## Leben
Klaus-Peter Dienst wuchs in Kiel auf. 1944 zog die Familie nach Breitenburg-Nordoe und Dienst besuchte von 1946 bis zu seinem Abitur 1955 die Kaiser-Karl-Schule in Itzehoe. Sein Kunstlehrer Rudolf Peschke und dessen Liebe zu Literatur, Musik und Theater beeinflussten den Schüler maßgeblich. Nach dem Abitur studierte Dienst bis 1960 an der Hochschule für bildende Künste Hamburg bei Kurz Kranz, Gerhard Fietz, Johannes Itten, Alfred Mahlau und Werner Bunz. In der Schriftklasse von Werner Bunz lernte er die Ausdrucksmöglichkeiten und die Bildhaftigkeit von Schrift kennen und fand sein künstlerisches Thema: „Ich habe mich mit der Zeit richtiggehend in die Schrift verliebt und verbissen. Ich glaube, dass ich hier ein Arbeits- und Forschungsgebiet gefunden habe, das für mich eine gute, fruchtbare und lohnende Aufgabe sein kann.“ Im Dezember 1959 war er an der Kunstaktion Unendliche Linie von Friedensreich Hundertwasser, Bazon Brock und Herbert Schuldt beteiligt. 
1963 zog Dienst von Itzehoe nach Berlin. An der Hochschule für bildende Künste Berlin studierte er bis 1965 in der Klasse von Gerhard Fietz. Von 1967 bis 1969 ließ er sich zum Studienreferendar ausbilden. Nach seinem Examen holte ihn sein ehemaliger Lehrer an die Kaiser-Karl-Schule in Itzehoe. Von 1969 bis zu seinem Tod war er dort als Oberstudienrat tätig.

## Werk

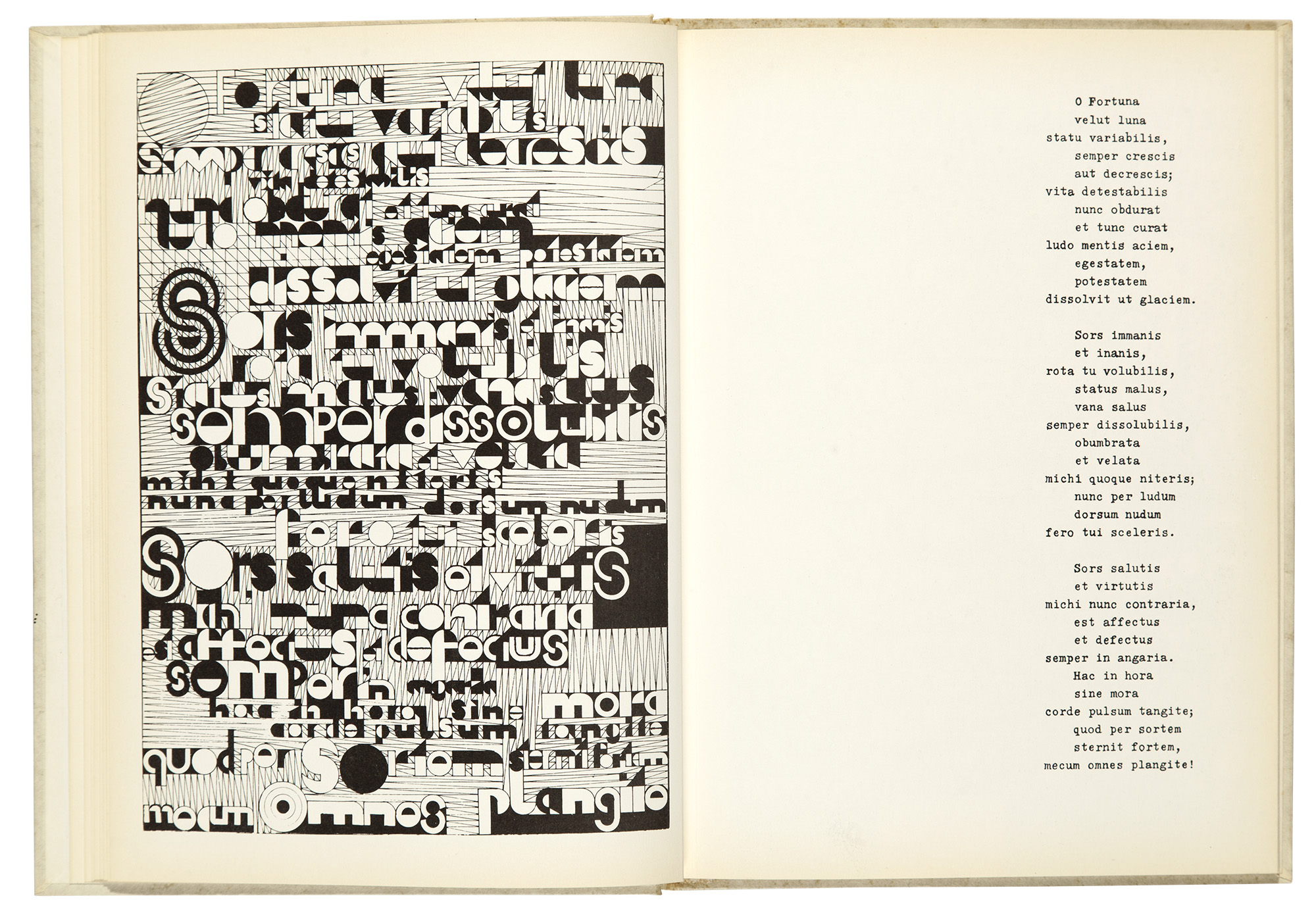
Auszug aus der Carmina Burana von Klaus-Peter Dienst

Neben seiner Lehrtätigkeit an der Schule schuf Dienst ein schriftgrafisches Werk im Umfeld der konkreten und visuellen Poesie.

### Rhinozeros
Von 1960 bis 1965 gab Klaus-Peter Dienst gemeinsam mit seinem Bruder Rolf-Gunter Dienst im Eigenverlag die experimentelle Kunst- und Literaturzeitschrift Rhinozeros heraus. In den erschienenen zehn Ausgaben publizierten die Brüder Dienst visuelle Poesie und setzten Texte namhafter Autoren eigenhändig grafisch-typografisch um. Die Textbeiträge – meist Erstveröffentlichungen – stammten u. a. von Samuel Beckett, Allen Ginsberg, Brion Gysin, Peter Härtling, Eva van Hoboken, Walter Höllerer, Jürgen Holm, Dieter Hülsmanns, Anselm Hollo, Jack Kerouac, Henry Miller, Peter Rühmkorf und Dieter Wellershoff.

### Carmina Burana
1962 veröffentlichte Dienst die „Kalligraphische Textkomposition“ Carmina Burana als Schraubband in einer Auflage von 500 nummerierten und signierten Exemplaren, die aus der gleichnamigen mittelalterlichen Textsammlung ein kalligrafisch inszeniertes Text-Bild-Buch machte. Die lateinischen Verse der Textvorlage gestaltete Dienst als eigenwillige Buchstabentopographie mit kontrastierenden Schwarz- und Weißflächen. Der Schriftsteller Franz Mon schrieb über Klaus-Peter Diensts kalligraphischen Stil: „Durch die strikte geometrische Rasterung rückte Dienst die Einzellettern zur Textur zusammen. Dabei wurde die Lesbarkeit zur Nebensache, hervortraten Zeichenkorrespondenzen jenseits des Textes.“

### Dictionaire Grapho-Grammatico
Unter dem Namen Peter Dienst veröffentlichte er 1968 in der Reihe studio dumont im Verlag M. DuMont Schauberg das Künstlerbuch Dictionaire Grapho-Grammatico. 96 Seiten des historischen Romans Im Schmiedefeuer von Georg Ebers übermalte Dienst mit Linien und Strukturen aus schwarzer Tusche. Mit seinen Überzeichnungen und Übermalungen legte er die Satzstruktur (Blocksatz) mit seinen großen und kleinen Löchern frei. Die ursprünglichen Seiten des Romans wurden dabei bis zur Unkenntlichkeit mit grafischen Netzen überlagert oder blieben in Fragmenten sicht- und lesbar. Die Linienstärke reichte von fein bis fett, auf einigen Seiten bildeten sich schwarze Farbflächen und Kleckse.

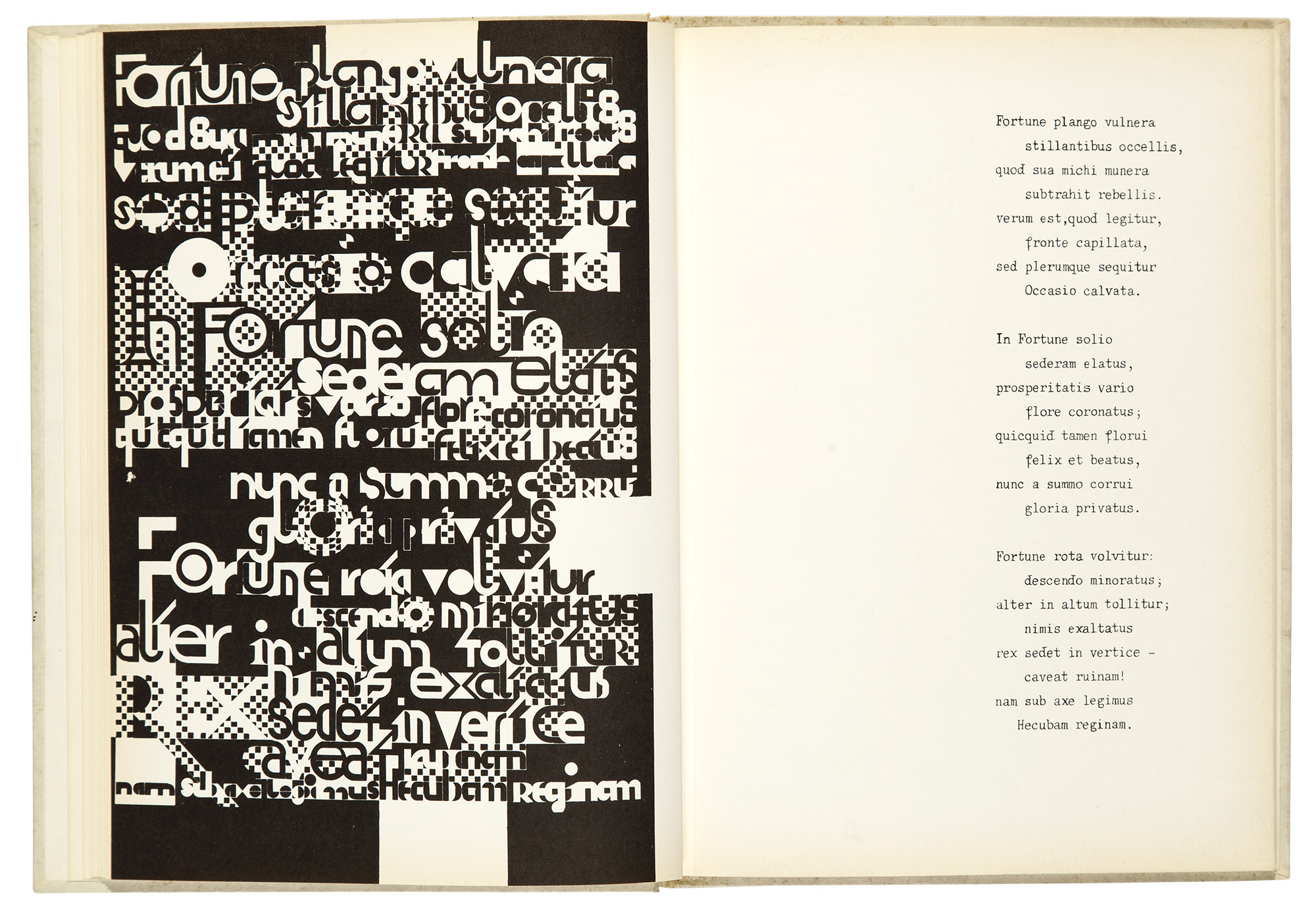
Auszug aus der Carmina Burana von Klaus-Peter Dienst

## Ausstellungen
Studierende der Hochschule Düsseldorf konzipierten, gestalteten und bauten unter der Leitung von Holger Jacobs und Victor Malsy 2017 eine Ausstellung über Klaus-Peter Dienst. Für die Recherche wurden Familienmitglieder, ehemalige Kollegen der Kaiser-Karl-Schule, Mitglieder des ehemaligen Langer Peter Verlags, sowie Nachbarn, Freunde und Zeitzeugen Diensts besucht.
- 2017–2018 Klaus-Peter Dienst. Kalligrammatische Typografie und poetische Textbilder, NRW-Forum Düsseldorf[7]
- 2019 Klaus-Peter Dienst. Kalligrammatische Typografie und poetische Textbilder, Wenzel-Hablik-Museum, Itzehoe[8]

## Publikationen (Auswahl)
- Klaus-Peter Dienst: Starfighter. Itzehoe 1959, Auflage 20.
- Klaus-Peter Dienst: Nackedai Duo - Tanzpartytouren. Itzehoe 1963, Auflage 160, handsigniert & nummeriert.
- Klaus-Peter Dienst, Rolf-Gunter Dienst (Hrsg.): Rhinozeros, Nr. 1 (Itzehoe 1960) bis Nr. 10 (Berlin 1965), Rhinozeros Archive.
- Klaus-Peter Dienst: Carmina Burana. Kalligraphische Textkomposition. Einführung: Manfred de la Motte, Itzehoe 1962, Auflage 500, handsigniert & nummeriert.
- Klaus-Peter Dienst: Dictionaire grapho-grammatico. Köln 1968.